# Dorfkirche Dahlewitz

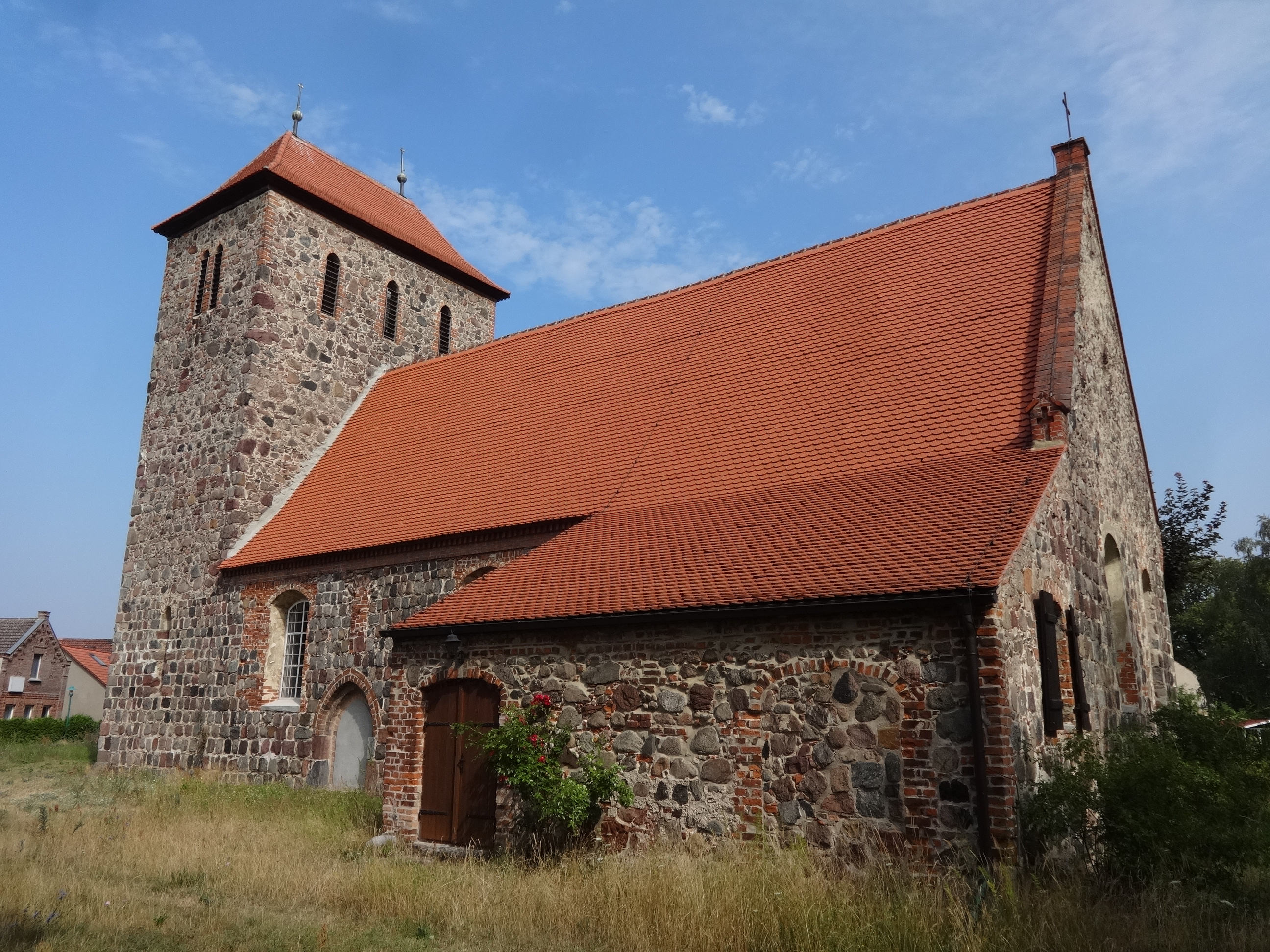
Dorfkirche Dahlewitz

Die evangelische Dorfkirche Dahlewitz ist eine Feldsteinkirche in Dahlewitz, einem Ortsteil der Gemeinde Blankenfelde-Mahlow im Landkreis Teltow-Fläming in Brandenburg.

## Geschichte
Das genaue Baudatum des Sakralbaus ist nicht bekannt. Während im Dehio-Handbuch lediglich das späte 13. Jahrhundert angegeben ist, weisen Theo Engeser und Konstanze Stehr in ihren Untersuchungen darauf hin, dass zu dieser Zeit das Bauwerk bereits errichtet worden sein muss. Um 1305 erscheint in einer Urkunde eine Kirche und sie vermuten, dass es sich dabei nicht um einen Vorgängerbau gehandelt haben kann. Das Kirchenschiff dürfte hingegen erst gegen Ende des 13. Jahrhunderts erbaut worden sein, der Westturm im 15. Jahrhundert. Es ist möglich, dass die Baumeister dabei in zwei Abschnitten vorgegangen sind, da im oberen Bereich großformatige Mauersteine eingesetzt wurden. Die Kirchengemeinde gibt in einem Kirchenführer die zweite Hälfte des 13. Jahrhunderts als Baudatum an, verweist aber auch darauf, dass der Westturm zu einer späteren Zeit entstand. In der zweiten Hälfte des 17. Jahrhunderts kam an der Südseite des Kirchenschiffs eine Gruft mit einer darüber liegenden barocken Patronatsloge hinzu. In dieser Zeit wurden auch die zuvor spitzbogenförmigen Öffnungen fast völlig beseitigt und durch barocke Formen ersetzt. 1861 sanierte die Kirchengemeinde den Innenraum und tauschte dabei den Altar, das Kirchengestühl, die Kanzel und die Fünte aus. Neben diesen Arbeiten im Kirchenschiff ließ die Kirchengemeinde weiterhin die Gruft zuschütten. 1880 erhielt der Turm eine Uhr. 1895 war eine Reparatur am Ständerwerk des Turms erforderlich. 1933 erhielten die Glocken einen elektrischen Antrieb. Im Zweiten Weltkrieg wurde das Bauwerk bei Luftangriffen in den Jahren 1943 und 1944 schwer beschädigt und das Dach zerstört. 1948 konnte der Wiederaufbau weitgehend abgeschlossen werden. 1964 gestaltete die Gemeinde den Altarraum neu; 1975 erhielt die Ostseite neue Buntglasfenster, die der Blankenfelder Künstler KAGO Gottwald kreierte. 1982 wurde das Bauwerk unter Denkmalschutz gestellt. Seit 1988 befindet sich in dem Bauwerk eine elektrische Bankheizung. 1995 folgte der Einbau von sanitären Einrichtungen in der Sakristei. Im Jahr 1998 wurde die Friedhofsmauer instand gesetzt.

## Architektur

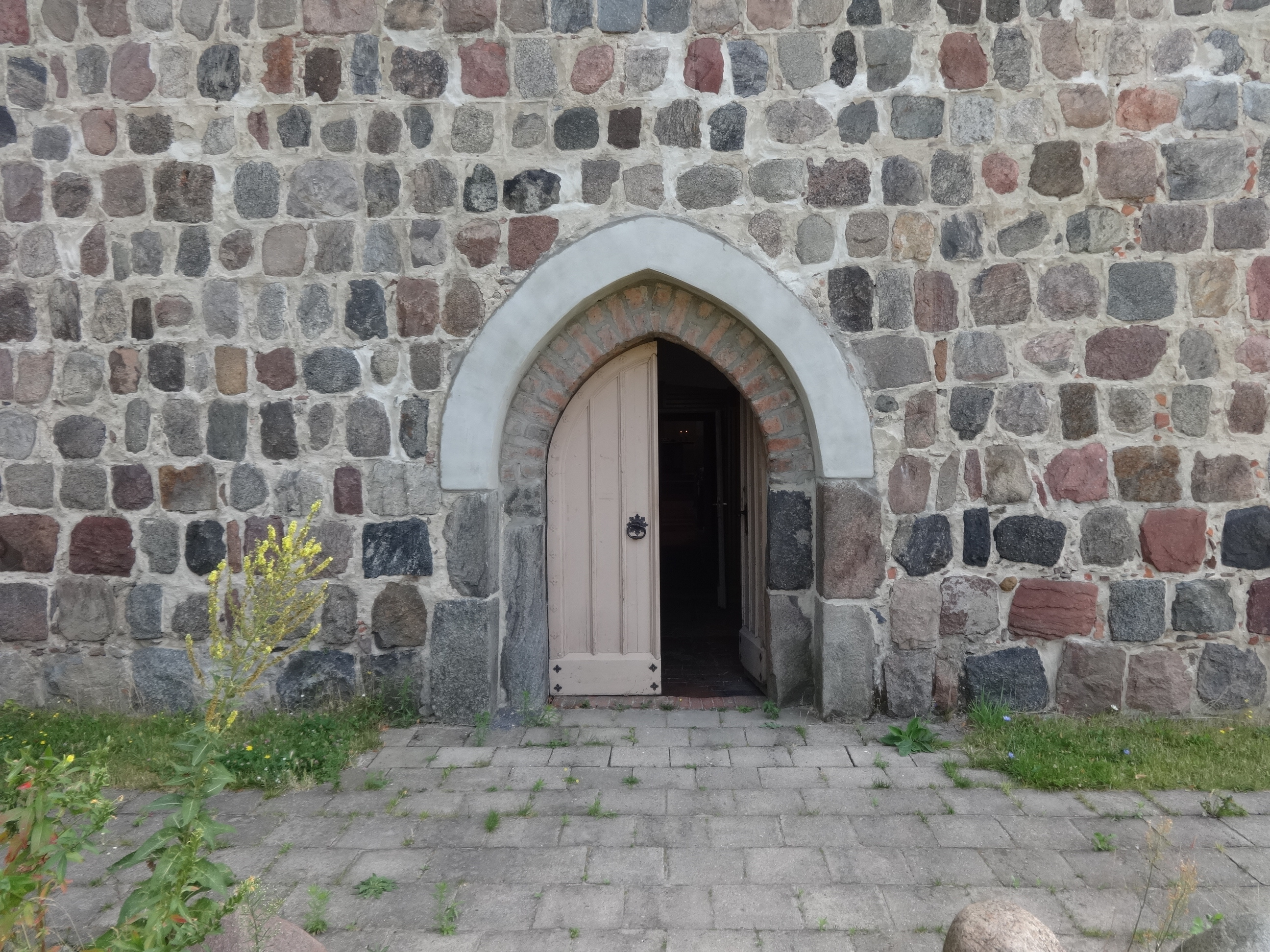
Westportal

Der Sakralbau wurde im Wesentlichen aus vergleichsweise großformatigen Feldsteinen errichtet. Die unteren Lagen sind insbesondere an der nördlichen und südlichen Wand des Kirchenschiffs, aber auch im unteren Geschoss des Turms sehr sorgfältig behauen und geschichtet. Im oberen Bereich verlaufen die Linien, was jedoch insbesondere auf den barocken Umbau zurückzuführen ist. An der südlichen Kirchenwand sind zwei große, segmentbogenförmige Fenster. Beide zeigen Ausbesserungsarbeiten mit rötlichen Mauerziegeln, die beim westlichen Fenster im linken Bereich vergleichsweise groß ausfallen. Das rechte Gewände des östlichen Fensters ist mit Feldsteinen erbaut. Zwischen den Öffnungen ist ein spitzbogenförmiges, zugesetztes und einmal abgetrepptes Portal. Es ist mit rötlichen Mauerziegeln eingefasst. Darüber ist eine deutlich kleinere, spitzbogenförmige und ebenfalls zugesetzte Öffnung erkennbar, die mit flachen Mauersteinen verschlossen wurde. Es ist denkbar, dass ursprünglich alle drei Fenster im Kirchenschiff diese Form und Lage hatten. Unterhalb der Traufe befindet sich eine durchgehende Lage rötlicher Mauersteine. Die Patronatsloge wurde aus Feldsteinen und Mauersteinen errichtet. Im östlichen Bereich ist eine zugesetzte, segmentbogenförmige Öffnung erkennbar. Die Chorwand entstand ebenfalls aus gleichmäßig behauenen und geschichteten Feldsteinen. Dort sind zwei große, segmentbogenförmige Fenster. In deren Mitte sind die Reste eines dritten, deutlich schmaleren und spitzbogenförmigen Fensters zu erkennen – vermutlich befand sich im Chor zu einer früheren Zeit eine Dreifenstergruppe. Der Giebel ist aus unbehauenen und ungeschichteten, deutlich kleineren Steinen erbaut. Mittig ist ein kleines rundes Fenster, darüber eine kreuzförmige Öffnung. Es ist daher denkbar, dass im Bereich des Chors ein Tonnengewölbe vorhanden war. In der Nordseite des Kirchenschiffs sind drei segmentbogenförmige Fenster. Deren Gewände sind aus Mauersteinen errichtet, die verputzt sind.
Im Erdgeschoss des quer gestellten Turms befinden sich zwei schmale, spitzbogenförmige Fenster auf der Nord- und Südseite, die vermutlich aus der ursprünglichen Bauzeit der Kirche stammen. Der Zutritt erfolgt über ein einmal abgetrepptes Westportal. In den oberen Turmgeschossen verläuft die Lagigkeit und ist zum Teil vollständig aufgelöst. Im Glockengeschoss befinden sich an der Westseite je zwei eng angeordnete, korbbogenförmige Klangarkaden. Deren Form wird in je zwei Öffnungen an der Nord- und Südseite sowie in drei Öffnungen an der Ostseite aufgenommen.
Engeser und Stehr geben eine Gesamtlänge von 26,40 Metern bei einer Breite von 9,80 Metern an. Das Kirchenschiff besitzt ein Satteldach, der Turm ein querstehendes Walmdach.

## Ausstattung
Im Innern befindet sich eine Ausstattung aus der Zeit des Umbaus im Jahr 1861. Das Anschaffungsdatum der ursprünglichen Orgel ist nicht bekannt. Sie wurde 1874 umgebaut, 1876 aber schließlich doch ersetzt. 1913 erfolgte ein weiterer Umbau. Im Ersten Weltkrieg musste die Kirche 47 Orgelpfeifen aus Zinn sowie eine Glocke abgeben. Sie wurden 1926 ersetzt. Drei Jahre später baute ein Orgelbauer einen elektrischen Antrieb an. Im Zweiten Weltkrieg wurden Kirche und Orgel beschädigt. Erst 1997 konnte eine neue Orgel eingeweiht werden. Sie ist ein Geschenk der Kirchengemeinde Berlin-Tegel-Ort. Drei Kindergrabsteine an der inneren südlichen Kirchenwand erinnern an die Söhne des Gutsbesitzers Baldasar von Otterstedt aus den Jahren 1595, 1597 und 1602. Das Bauwerk ist in seinem Innern flach gedeckt.